# Cynic Paradise
 Cynic Paraside är ett musikalbum av Pain och är det sjätte i ordningen men det första under Nuclear Blast Records. Före detta Nightwish sångerskan Anette Olzon gästsjunger på denna skiva.

## Låtförteckning
1. I'm Going In (03:16)
2. Monkey Business (04:05)
3. Follow Me (04:16)
4. Have a Drink on Me (03:53)
5. Don't Care (02:42)
6. Reach Out (and Regret) (03:55)
7. Generation X (04:18)
8. No One Knows (03:50)
9. Live Fast/Die Young (It's a Cynic Paradise) (03:42)
10. Not Your Kind (04:09)
11. Feed Us (04:14)
12. Behind the Wheel (Depeche Mode-cover) (04:06)
13. Here Is the News (Electric Light Orchestra-cover) (03:52)
14. Follow Me (Peter Vox Version) (04:08)
15. Clouds of Esctasy (Bassflow-remix) (03:29)
16. No One Knows (Rectifier Remix) (03:44)